# Александровка (Туймазинський район)
Алекса́ндровка (рос. Александровка, башк. Александровка) — присілок у складі Туймазинського району Башкортостану, Росія. Входить до складу Кандринської сільської ради.
Населення — 62 особи (2010; 64 у 2002).
Національний склад:
- росіяни — 63 %